# سليمان بن مهنا
أمير العرب علم الدين سليمان بن مهنا من آل الفضل، تولى إمرة العرب وذهب مع قراسنقر إِلى الدولة الإلخانية فاستقر هناك سبع عشرة سنة ثم رجع إِلى الدولة المملوكية فاستقر بالرحبة وكان أبوه وعمه الفضل بن عيسى يعطونه مال ويحذرونه من الْوقوع في يد السلطان.

## نسبه
هو علم الدين سليمان بن مهنا بن عيسى بن مهنا بن مانع بن حديثة بن عضية بن الفضل بن بن ربيعة بن حازم بن علي بن المفرج بن دغفل بن الجراح الشامي الطائي التدمري.

## سيرته
تولى سليمان بن مهنا إمرة العرب وذهب معَ قراسنقر إِلى الدولة الإلخانية في ماردين فاستقر هناك سبع عشرة سنة ثمَّ رجع إِلى الدولة المملوكية فاستقر بالرحبة وكَانَ أَبوهُ وَعَمه فضل يحذرونه من الوقوع في يَد السُّلْطَان فطال عليه الْأَمر فركب بدون علمهم إِلى مصر فَأقبل عليه النَّاصِر محمد واقطعه اقطاعاً وأعطاه بعض المَال ثمَ ولاه النَّاصر أَحمد امرة العرب بدلا من أخيه مُوسَى فبقى في المنصب حتى وفاته في ربيع الأول سنة 744هـ وقالَ ابْن حبيب توفى فِي سنة 745هـ وَكَانَ له بالفرات نواب يجلبون له المَال وساد في حياة أبيه وكانت أول مقابلة له مع الناصر محمد سنة 711هـ فأعطاه مائة ألف ثم قدم سنة 713هـ فرد على أبيه امرة العرب وكان انتزعها منهُ فَأَعْطَاهَا لأخيه فضل ثمَّ لما كان سنة 715هـ غضب من اخراج اقطاعه لغيره من أقاربه فلحق بمحمد أولجايتو فأكرمه، ثم أكرمه أَبُو سعيد بهادر خان بعده ثمَّ فارقهم أَخُوهُ مُوسَى وَعَاد إِلَى دمشق فدخل الْقَاهِرَة ومعه هدية جليلة فأكرمه النَّاصر ثم لما طرد الناصر أَباه مهنا فِي سنة 720هـ لحق سليمان بالعراق أَيضا وعاث أَهله وعربه في التجار والقوافل وَقطعوا الطرقات ثم توقف هو عن ذلك ورجع للطاعة وقدم طَائعا.
لجأ إليه قراسنقر نائب الشام سنة 711هـ خوفا من السلطان الناصر، فرحل معه إلى خان المغول في ماردين. وبقي هناك حتى سنة 732هـ وعاد فعاش بالرحبة، وأبوه وعمه فضل يحذرانه من الوقوع في يد السلطان، فركب من دون علمهما إلى مصر، فأقبل عليه الناصر وولاه إمرة العرب بدلا عن أخيه موسى، أو بعد وفاة موسى (سنة 742هـ) فاستمر في الإمارة إلى أن مات في سلمية.